# Mistresses (Fernsehserie)
Mistresses ist eine US-amerikanische Fernsehserie des Senders ABC. Es handelt sich um ein Remake des britischen Originals Mistresses – Aus Lust und Leidenschaft des Senders BBC One. In den Hauptrollen sind unter anderem Alyssa Milano und Kim Yoon-jin zu sehen. In der Serie geht es um vier Freundinnen, die ihr Privatleben vor der Öffentlichkeit verstecken, da sie in einem Netz aus Verrat und Betrug gefangen sind. Die Erstausstrahlung in den Vereinigten Staaten erfolgte am 3. Juni 2013 auf ABC.
Am 9. September 2016 wurde bekannt, dass die Serie nach der vierten Staffel eingestellt wird.

## Handlung
Die Serie dreht sich um die vier Freundinnen Savannah Davis, April Malloy, Karen Kim und Josslyn Carver, die in den Dreißigern sind und Probleme mit ihren Partnern haben. Sie alle haben mit Geheimnissen, Verrat, Betrug und komplexen Beziehungen zu kämpfen, in die sie sich selbst hinein manövriert haben. Doch durch ihre Freundschaft erhalten sie Unterstützung und Beratung.
Savannah Davis ist eine erfolgreiche Anwältin, die mit ihrem australischen Mann Harry ein Kind bekommen will. Sie versucht verzweifelt schwanger zu werden, jedoch gelingt es ihnen nicht. Als sie auf ihren Arbeitskollegen Dominic trifft, fühlt sie sich gleich zu ihm hingezogen.
Savannahs jüngere Schwester Josslyn Carver stürzt sich von einer Affäre und Party in die nächste, weshalb sie immer wieder mit Savannah aneinandergerät. Sie hatte noch nie viele Freundinnen, da sie immer mit deren Partnern Sex hatte. Eines Tages trifft sie als Immobilienmaklerin auf ihre Klientin Alex und beginnt eine lesbische Affäre mit ihr.
Die gemeinsame, beste Freundin April Malloy ist Witwe und Mutter der zehnjährigen Lucy. Sie ist gerade dabei, ihr Leben wieder aufzubauen, nachdem ihr Mann ums Leben gekommen ist. Sie beschließt ein Geschäft für Dekorationsartikel zu eröffnen. Als sie die Lebensversicherung ihres Mannes bekommt, ist sie sich sicher, dass dieser noch lebt.
Karen Kim ist eine Therapeutin in ihrer eigenen, florierenden Praxis. Doch ein dunkles Geheimnis aus ihrer Vergangenheit verfolgt sie: Sie hatte eine Affäre mit dem todkranken Thomas Grey, dem sie Morphin verschrieben hat. Nach dessen Tod trifft sie auf Thomas’ Sohn Sam, der nach Antworten für den Tod seines Vaters sucht. Auch Thomas’ Witwe Elisabeth hat keine Ahnung, dass ihr verstorbener Ehemann eine Romanze mit einer anderen Frau hatte.

## Produktion
Bereits 2008 gab der Fernsehsender Lifetime eine Pilotfolge zu Mistresses in Auftrag, in der schon Rochelle Aytes mitspielte. Das Projekt wurde allerdings nicht weiterverfolgt. Im Februar 2012 schließlich kündigte ABC die Produktion einer ersten Staffel mit 13 Episoden von Mistresses an, ohne dass zuvor eine Pilotfolge produziert wurde.
Das Casting für die Besetzung begann im März 2012. Eine der ersten Rollen wurde an Kim Yoon-jin vergeben. Weitere Hauptrollen gingen an Rochelle Aytes und Jes Macallan. Die letzte weibliche Hauptrolle ging Ende März 2013 an Alyssa Milano. Am selben Tag wurden auch Jason George und Brett Tucker für Hauptrollen gecastet. Ende September 2013 gab ABC bekannt, dass eine zweite Staffel in Produktion gehen wird.
Aufgrund von Sparmaßnahmen wurde der Drehort der Serie für die dritte Staffel vom kalifornischen Los Angeles ins kanadische Vancouver verlegt. Die Hauptdarstellerin Alyssa Milano verließ die Serie daraufhin, da der damit nötige Umzug sich nicht mit ihrem Familienleben vereinbaren ließ.
Ende September 2015 wurde eine vierte Staffel bestellt, in dieser Staffel war Jennifer Esposito, welche erst in der dritten Staffel zum Hauptcast stieß, nicht mehr dabei.

## Besetzung
Für die deutsche Fassung zeichnete Sabine Sebastian verantwortlich, die die Dialogregie führte und gemeinsam mit Karin Lehmann das deutsche Synchronbuch schrieb. Synchronisiert wurde in der Synchronfirma Deutsche Synchron in Berlin.

### Hauptrollen
| Rolle                 | Schauspieler      | Hauptrolle (Episoden) | Nebenrolle (Episoden) | Synchronsprecher   |
| --------------------- | ----------------- | --------------------- | --------------------- | ------------------ |
| Savannah „Savi“ Davis | Alyssa Milano     | 1.01–2.13             |                       | Dascha Lehmann     |
| April Malloy          | Rochelle Aytes    | 1.01–4.13             |                       | Schaukje Könning   |
| Karen Kim             | Kim Yoon-jin      | 1.01–4.12             |                       | Katrin Zimmermann  |
| Josslyn Carver        | Jes Macallan      | 1.01–4.13             |                       | Julia Kaufmann     |
| Dominic Taylor        | Jason George      | 1.01–2.13             | 3.01, 4.07            | Matti Klemm        |
| Harry Davis           | Brett Tucker      | 1.01–4.13             |                       | Dennis Schmidt-Foß |
| Sam Grey              | Erik Stocklin     | 1.01–1.13             |                       | Jan Makino         |
| Calista Raines        | Jennifer Esposito | 3.01–3.13             |                       | Elisabeth von Koch |
| Mark                  | Rob Mayes         | 3.01–4.13             |                       | Tommy Morgenstern  |
| Kate Davis            | Tabrett Bethell   | 4.01–4.13             |                       | Dana Friedrich     |

### Nebenrollen
| Rolle             | Schauspieler        | Nebenrolle (Episoden) | Synchronsprecher     |
| ----------------- | ------------------- | --------------------- | -------------------- |
| Elizabeth Grey    | Penelope Ann Miller | 1.01–2.02             | Andrea Aust          |
| Alex              | Shannyn Sossamon    | 1.01–1.12             | Ilona Brokowski      |
| Miranda Nickleby  | Kate Beahan         | 1.01–2.13, 3.01, 3.12 | Claudia Gáldy        |
| Kyra              | Ashley Newbrough    | 1.01–2.04             |                      |
| Jacob             | Matthew Del Negro   | 1.02–4.13             |                      |
| Lucy Malloy       | Corinne Massiah     | 1.02–4.13             | Nayra Santos         |
| Oliver            | Mike Dopud          | 1.03–1.12             |                      |
| Jeff              | J. R. Cacia         | 1.07–1.12             | Thomas Schmuckert    |
| Paul Malloy       | Dondré T. Whitfield | 1.07–2.12             |                      |
| Natalie Wade      | Tehmina Sunny       | 1.09–1.12             |                      |
| Daniel Zamora     | Ricky Whittle       | 2.01–3.10             | Matthias Deutelmoser |
| Scott             | Justin Hartley      | 2.01–4.08             | Kim Hasper           |
| Anna Choi         | Catherine Haena Kim | 2.01–2.13             |                      |
| Antonia Ruiz      | Rebeka Montoya      | 2.01–2.12, 3.03       | Christin Quander     |
| Zack              | Jason Gerhardt      | 2.03–4.13             |                      |
| Ben Odell         | Brian Hallisay      | 2.06–2.13             | Robert Glatzeder     |
| Greta Jager       | Helena Mattsson     | 2.08–3.12             |                      |
| Vivian            | Sonja Bennett       | 3.01–3.13             | Gundi Eberhard       |
| Dr. Alec Adams    | Ed Quinn            | 3.01–3.13, 4.06–4.07  |                      |
| Luca              | Noam Jenkins        | 3.02–3.13             |                      |
| Niko              | Emmanuelle Vaugier  | 3.02–3.07             |                      |
| Blair Patterson   | Brian J. White      | 3.04–3.11             |                      |
| Patty Deckler     | Christine Willes    | 3.05–3.13             |                      |
| Ariella Greenburg | Carmen Amit         | 3.07–3.13             |                      |
| David Hudson      | Corey Sevier        | 3.09–3.13             |                      |
| Robert            | Jerry O’Connell     | 4.01-4.04             |                      |
| Randy             | Brian Gattas        | 4.01–4.12             | Roland Wolf          |
| Barbara Rutledge  | Tia Mowry-Hardrict  | 4.01–4.08             |                      |
| Jackie            | Ella Thomas         | 4.02–4.10             |                      |
| Jonathan Amadi    | Navid Negahban      | 4.02–4.11             |                      |
| Sofia             | Hilty Bowen         | 4.04–4.12             |                      |

Gaststars
- John Schneider als Thomas Grey (Folge 1.01 und 1.03)
- JoBeth Williams als Janet (Folge 1.09)
- Mimi Kennedy als Dr. Susannah Ayers (Folge 1.13)
- Krista Allen als Janine Winterbaum (Folge 2.02 und 2.04)

## Ausstrahlung
Vereinigte Staaten

In den Vereinigten Staaten begann die Ausstrahlung der ersten Staffel am 3. Juni 2013. Die Pilotfolge erreichte eine Einschaltquote von 4,40 Millionen Zuschauer und ein Rating von 1,2 in der werberelevanten Zielgruppe der 18- bis 49-Jährigen. Das Staffelfinale wurde am 9. September 2013 gesendet. Die zweite Staffel wurde vom 2. Juni bis zum 1. September 2014 ausgestrahlt. Die Ausstrahlung der dritten Staffel begann am 18. Juni 2015 mit einer Doppelfolge und endete am 3. September 2015. Die vierte und letzte Staffel wurde vom 30. Mai bis zum 6. September 2016 ausgestrahlt.
Deutschsprachiger Raum

In Österreich war die Ausstrahlung der ersten Staffel vom 21. Oktober 2013 bis zum 13. Januar 2014 auf dem Sender ORF eins zu sehen. In der Schweiz fand die Ausstrahlung der ersten Staffel zwischen dem 21. Oktober 2013 und dem 20. Januar 2014 statt. Für Deutschland hat sich die Mediengruppe RTL die Rechte an der Serie gesichert. Die Serie lief ab dem 6. Januar 2016 beim Pay-TV-Sender RTL Passion. Seit dem 1. Juli 2019 steht die vierte Staffel in der RTL-Mediathek TVNOW zum Abruf zur Verfügung.
International

International lief die Serie am 5. März 2013 auf dem polnischen Fernsehsender FoxLife HD an und wurde auch nach Neuseeland verkauft.